# (31687) 1999 JP26
1999 JP26 (asteroide 31687) é um asteroide da cintura principal. Possui uma excentricidade de 0.01378680 e uma inclinação de 2.35593º.
Este asteroide foi descoberto no dia 10 de maio de 1999 por LINEAR em Socorro.